# Nagrobek Montelupich
Nagrobek Montelupich wykonał warsztat Santo Gucciego na początku XVII w. Znajduje się w kościele Mariackim w Krakowie.

## Opis nagrobka
Nagrobek poświęcony jest pamięci członków bogatej, mieszczańskiej rodziny krakowskiej, pochodzenia włoskiego: Sebastiana Montelupiego (zmarłego w 1600), jego żony Urszuli oraz adoptowanego siostrzeńca Walerego i jego żony Anny z Moreckich. Jest to kilkukondygnacyjny nagrobek przyścienny.
Smukły, spiętrzony pomnik cechuje zarówno daleko posunięty wertykalizm, jak i płaszczyznowe ujęcie wieloplanowej architektury, znaczne nagromadzenie elementów dekoracyjnych oraz użycie wielobarwnych materiałów, kamienia pińczowskiego, czerwonego marmuru węgierskiego i alabastru.  Wysokie zwieńczenie wyciąga w górę strukturę nagrobka, podniesionego i tak wysoko przez umieszczenie go nad stallami. Cokół pomnika uformowano w formie sarkofagu, wspartego na zwierzęcych łapach i trupich czaszkach. W obrębie cokołu znajdują się także tablice z napisami, których zawijanie obramienia spinają charakterystyczne maszkarony. Na tych tablicach umieszczono informacje dotyczące fundacji monumentu: Sebastian Montelupi zlecił przygotowanie nagrobka jeszcze za życia, natomiast Walery zawdzięcza wzniesienie swojej części synom.
Główną część pomnika stanowią otoczone podwójnymi kolumnami wnęki arkadowe z portretowymi popiersiami zmarłych. Zwrócone w stronę ołtarza marmurowe płaskorzeźby sprawiają wrażenie wychylających się spoza parapetów perspektywicznie potraktowanych wnęk.
Pomnik wieńczą architektoniczne nasady, wyposażone w kartusze herbowe oraz figury alegoryczne: Roztropności, Męstwa i Powściągliwości.
Bujna dekoracja, na którą składają się uskrzydlone główki aniołków w kluczach, płomieniste wazy, dwulalkowe balasy, wspomniane maszkarony przy tablicach, nakryte wolutami nasadniki, rozety itd. odznaczają się mniej precyzyjnym i starannym odkuciem, w porównaniu do partii figuralnych.